# Aeroporto Internacional de Fortaleza

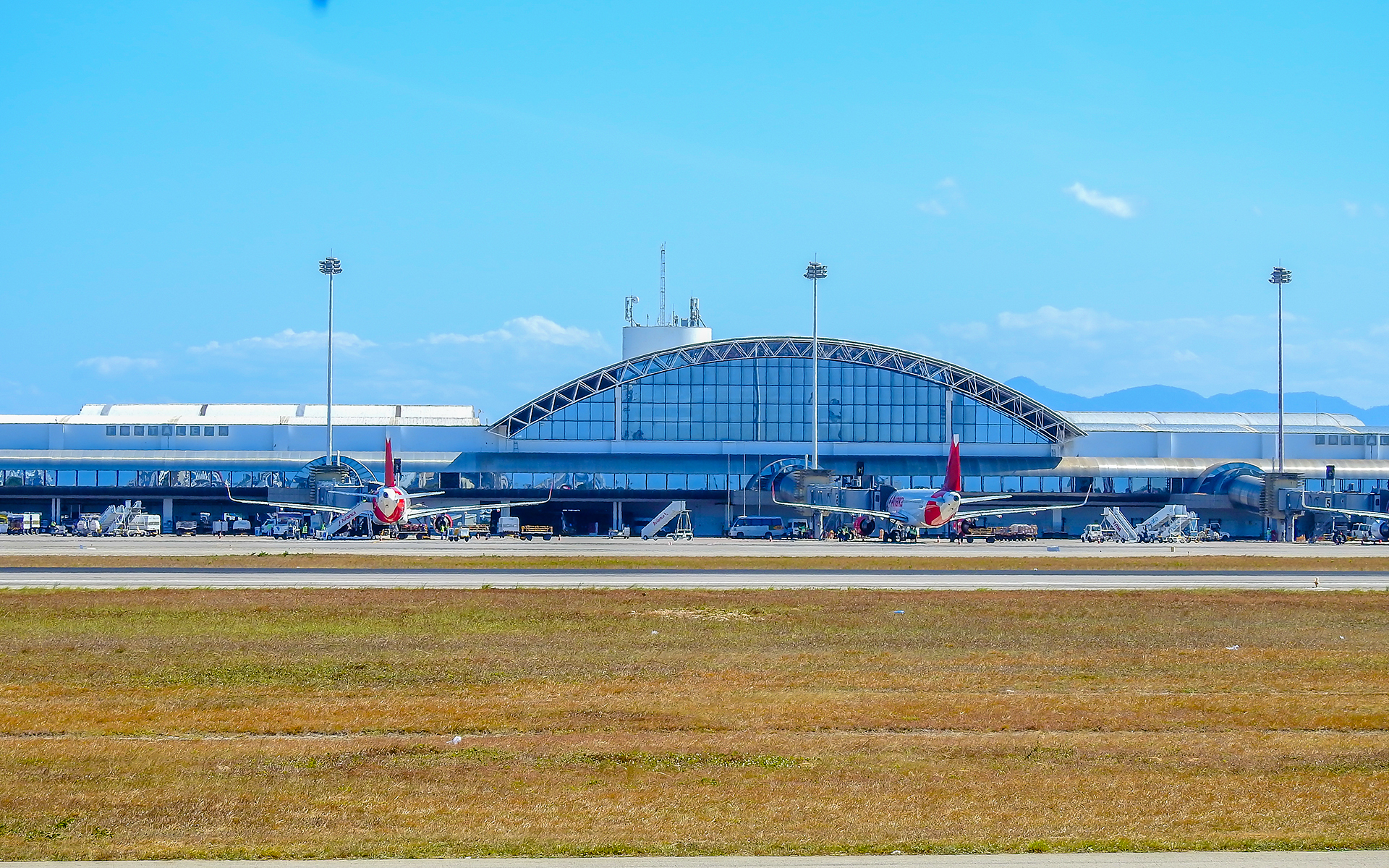
Vista do Terminal do Aeroporto Internacional de Fortaleza - Pinto Martins (FOR-SBFZ)

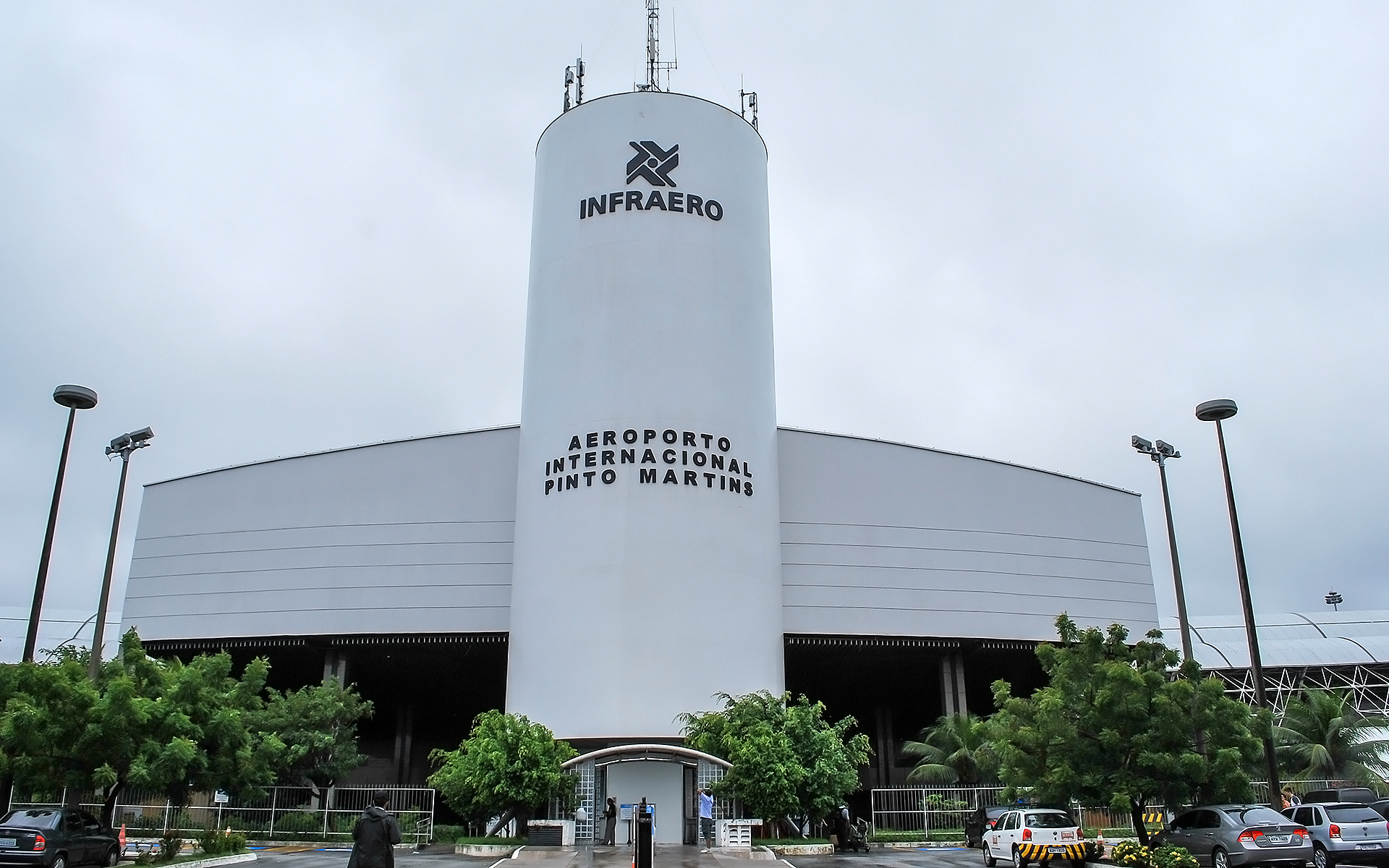
Fachada do Terminal do Aeroporto Internacional de Fortaleza - Pinto Martins 06/07/2009

O Aeroporto Internacional de Fortaleza - Pinto Martins (IATA: FOR, ICAO: SBFZ) é um aeroporto internacional no município de Fortaleza, no Ceará. É o aeroporto com maior movimentação de passageiros internacionais do Norte e Nordeste brasileiro. Está localizado no meio do mapa de Fortaleza, a 9 km do centro da cidade, 11 km do Centro de Eventos do Ceará e a 12 km da principal das redes hoteleiras da cidade.
O aeroporto do Cocorote, em Fortaleza  recebe pela Lei nº 1.602 de 13 de maio de 1952 o nome de Aeroporto Pinto Martins, em homenagem ao aviador cearense Euclides Pinto Martins, que realizou o primeiro voo sobre o Oceano Atlântico entre Nova Iorque e o Rio de Janeiro, no início da década de 1920, a bordo do hidroavião Sampaio Correia II.
Em março de 2017, o complexo aeroportuário foi concedido à iniciativa privada para o grupo Fraport AG por trinta anos, pelo valor de R$ 425 milhões de reais. O grupo administra as operações do aeroporto desde o início de 2018, adotando a marca Fortaleza Airport, identificação adicional ao nome oficial e às denominações informais. O contrato assinado em 28 de julho de 2017 garante a renovação e conclusão dos investimentos da Infraero para o terminal de passageiros e o aumento da extensão da única pista de rolamento.
O antigo terminal de passageiros do aeroporto funciona como Terminal de Aviação Geral (TAG), operando a aviação de pequeno porte geral, executiva e táxi aéreo.

## História
O aeroporto teve suas origens na pista do Alto da Balança, construída na década de 1930 e utilizada até 2000 pelo Aeroclube do Ceará. Durante a Segunda Guerra Mundial, serviu de base aérea de apoio às Forças Aliadas, época em que foi construída a segunda pista de pousos e decolagens (Base do Cocorote), a atual pista de uso do Aeroporto de Fortaleza. A segunda pista do Alto da Balança foi ampliada de 1.500 m para 2.545 m em 1963. O primeiro terminal de passageiros e o pátio de aeronaves foram construídos em 1966. A administração do Aeroporto foi transferida à INFRAERO – Empresa Brasileira de Infra-estrutura Aeroportuária, em 7 de janeiro de 1974 (Portaria nº 120/GM5, de 3 de dezembro de 1973), quando deu início a uma série de obras de ampliação do complexo aeroportuário, entre elas a do pátio e a do terminal de passageiros.

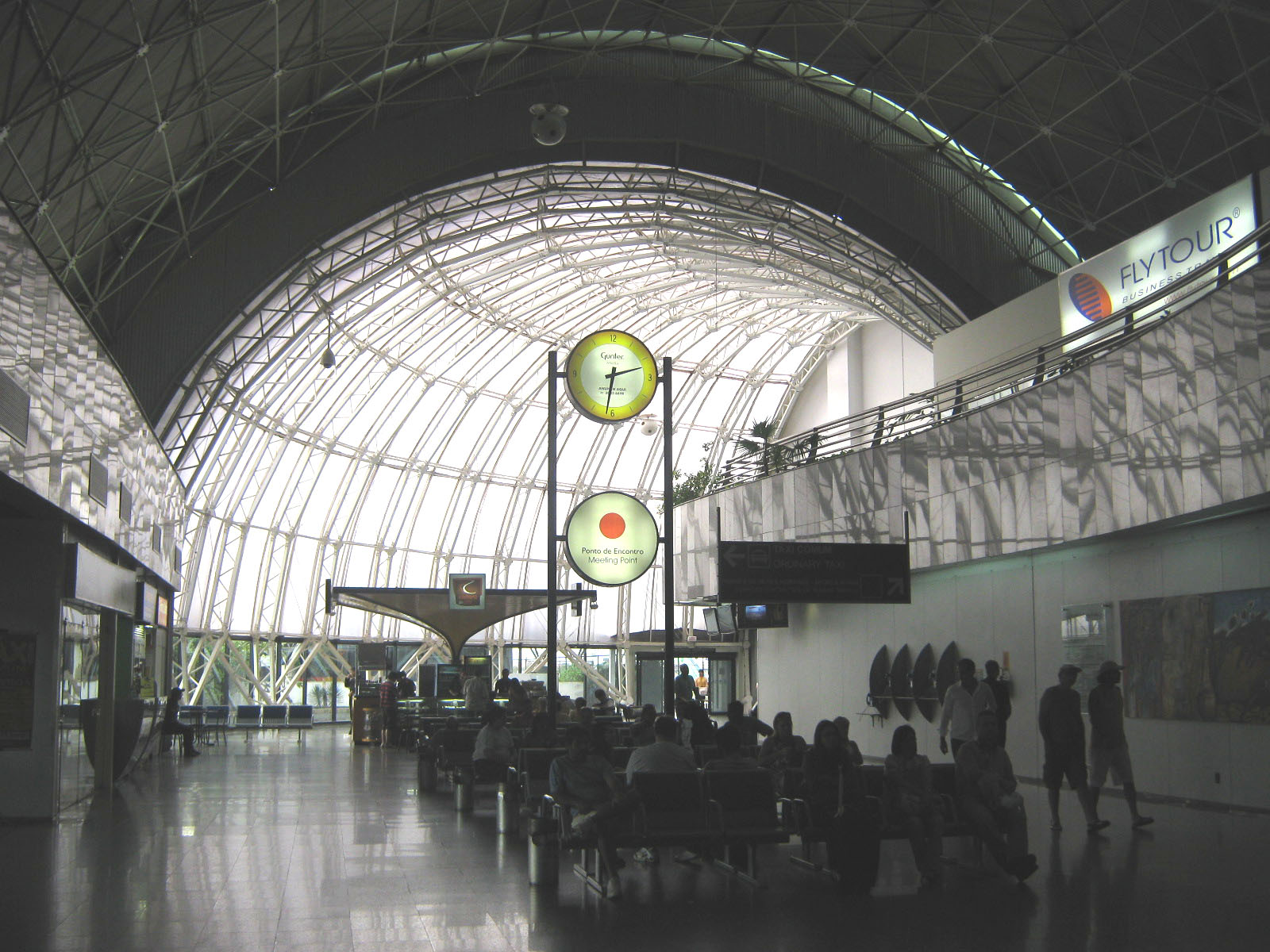
Interior do Terminal antes da reforma realizada pela Fraport.

Através de uma parceria entre a Infraero, governo federal e governo estadual, foi-se construído o terminal de passageiros com 35.000 metros quadrados na área sul, inaugurado em 7 de fevereiro de 1998, pelo governador Tasso Jereissati, cuja capacidade é 3,8 milhões de passageiros ao ano, 14 posições de estacionamento de aeronaves e com sistemas de automação, sendo classificado como Internacional em 1997 (Portaria 393 GM5, de 9 de junho de 1997).
Em 2015, a Latam anunciou concorrência do aeroporto de Fortaleza com os aeroportos de Recife e Natal por um investimento de conexões aéreas, entretanto o que se observou foi grande aumento da disponibilidade de voos pelas companhias aéreas Latam e Gol.
No dia 25 de setembro de 2017, a Gol Linhas Aéreas anunciou Fortaleza como a escolhida para sediar seu Hub na região Nordeste do Brasil, em parceria com a Air France-KLM, a qual lançou dois voos semanais para Paris-Charles de Gaulle operados inicialmente pela Joon (subsidiária da Air France) até outubro de 2019 quando passou a ser operado pela própria Air France e três voos semanais para Amsterdã Schipol operados pela KLM. A Gol será responsável por distribuir os passageiros no Brasil, operando inicialmente para cinco destinos: Salvador, Recife, Natal, Manaus e Belém.
No dia 15 de janeiro de 2018, a Gol Linhas Aéreas anunciou que irá voar diariamente de Fortaleza e Brasília para Orlando e Miami, a partir do dia 4 de novembro de 2018, quando suas novas aeronaves - Boeing 737 MAX - iniciaram operação, entretanto, problemas em um software dos Boeings 737-MAX fez com que os mesmos fossem impedidos de voar em todo o mundo tendo previsão para voltar a voar no final de Janeiro de 2020. Inicialmente, Fortaleza contou com cinco voos com capacidade de conexão aos voos para Miami e Orlando da Gol.
Em 23 de outubro de 2017, foram apresentados, no Edifício do Governador na cidade, os Planos e Projeto a serem feitos a partir de Fevereiro de 2018 por Stefan Schulte e Andrea Pal, administradores, juntos a Camilo Santana e Roberto Cláudio, governador e prefeito.
Em 20 de Dezembro de 2019, o aeroporto passou a operar dois voos por semana para Madri, na Espanha, operados pela Air Europa, voo este que em 2010, foi abandonado pela Iberia e que também deu início ao Codeshare com a Gol.
A Gol anunciou também que planeja agora estender os voos da Air France-KLM para suas principais focus cities como Recife, e Salvador principalmente após a saída da Condor do Brasil.
Em 2020, a Gol iniciou uma parceria com a American Airlines, o que possibilita a volta da companhia para o aeroporto, já que a mesma já operou antes até 2015, para passar a operar os voos para Miami e Orlando que a Gol faz.

## Concessão à iniciativa privada
No dia 13 de setembro de 2016, o presidente da república Michel Temer anunciou a concessão ou venda de 34 projetos nas áreas de energia, aeroportos, rodovias, portos, ferrovias e mineração. Entre os projetos apresentados estava o aeroporto internacional de Fortaleza e outros 3 aeroportos do Brasil.

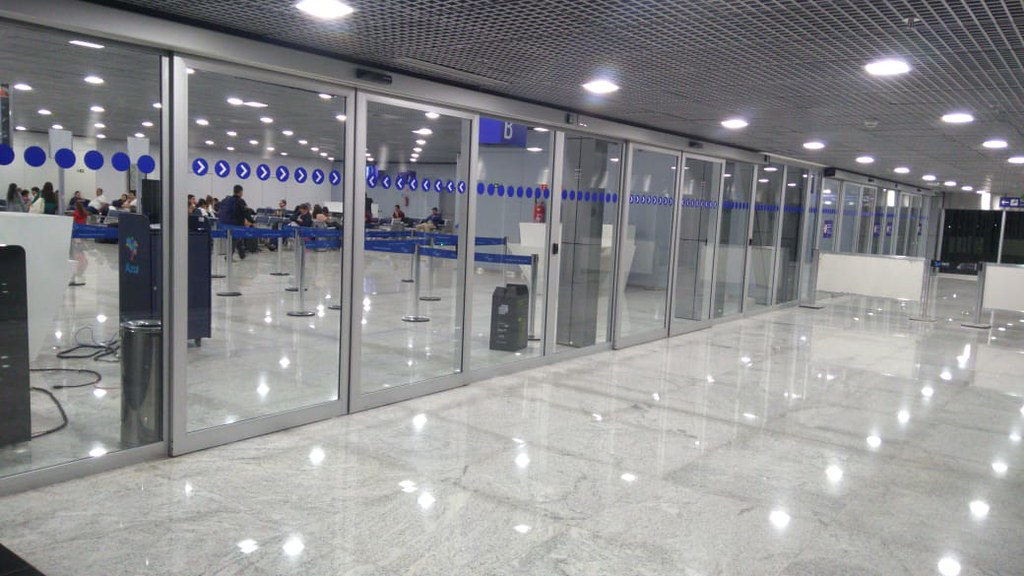
Novas áreas do Aeroporto após a reforma

Foi leiloado na manhã de 16 de Março de 2017 na sede da Bovespa (Bolsa de Valores de São Paulo) ao consórcio Fraport AG de Frankfurt, Alemanha por R$ 425 milhões para uso por 30 anos. Dentre o estabelecido no contrato está a reforma do atual terminal e término da obra adjunta, abandonada pela Infraero, bem como aumento da única pista. De Junho de 2017 até Janeiro de 2018 ambas empresas administraram todo o aeroporto. No dia 2 de Janeiro de 2018, com o certificado operacional provisório em mãos, a Fraport Brasil passou a assumir integralmente o aeroporto. Nessa terceira e última fase da transição da administração do Aeroporto, a concessionária permaneceu acompanhada pela Empresa Brasileira de Infraestrutura Aeroportuária (Infraero) por mais três meses. Assim, os empregados da Infraero alocados ao Aeroporto continuaram na condição de contratados da Infraero, mas cedidos à concessionária. Durante o período, a Fraport aguardava a aprovação do anteprojeto pela Agência Nacional de Aviação Civil (Anac) para iniciar as obras de ampliação do terminal.
Em Julho de 2018 a Fraport anunciou investimento na construção de uma nova via nas proximidades do aeroporto. A nova via ligará a avenida Senador Carlos Jereissati com as ruas Equador, Isaie Boris e 15 de Novembro. A ordem é resolver o congestionamento, principalmente no cruzamento das ruas Equador com 15 de Novembro. A nova via terá comprimento de 320 metros e ligará a Rua Isaie Boris à Avenida Senador Carlos Jereissati, através da Rua Pedro Medeiros, utilizando parte do terreno do aeroporto. A nova via gera benefícios para todo o entorno da área, pois se constituirá num novo acesso direto do tráfego entre o Montese (sem passar pelo Centro do bairro) e os bairros adjacentes como Vila União, Itaóca, Itaperi e consequentemente com os bairros Centro, Aldeota e Fátima.

## Terminal de logística de carga
Existe um Terminal de Logística de Cargas (Teca) com foco nas operações de importação e exportação e demandou investimentos de cerca de R$ 39 milhões da Infraero. O prédio tem aproximadamente nove mil metros quadrados de área construída e capacidade de armazenamento para até cinco mil toneladas, entre cargas domésticas e internacionais. O pátio de manobras tem capacidade para até nove aeronaves estacionadas.
Em 2011, o aeroporto movimentou mais de 50 mil toneladas de carga aérea, de acordo com a Infraero. Dentre os principais produtos, destacam-se a importação de peças para reposição de máquinas, tecidos, malhas, ligas de aço, bobinas, molas, conversores eletrônicos e motores hidráulicos. A maior parte da carga veio dos Estados Unidos, China, Suíça, Itália e Alemanha. No setor de exportação, os produtos mais relevantes foram couros, flores, frutas, redes, peixes ornamentais e calçados, que seguiram com destino aos Estados Unidos, Holanda, Inglaterra, Portugal, França, China e Japão.

## Torre de controle
A Torre de Controle teve um investimento de aproximadamente R$ 23 milhões iniciada em março de 2005, possuindo 40m de altura – a antiga possuía 18m – para segurança às operações de pouso e decolagem. Entre os equipamentos que funcionam, está o Star 2000, radar que auxilia nos procedimento das aeronaves, e apoio ao radar LP-23, que monitora o espaço aéreo da região.

## Pista
O Aeroporto de Fortaleza possui uma única pista principal (13/31), medindo 2.755 m x 45 m com mais 7,5 metros de acostamento de cada lado para uso comercial, com pavimento asfáltico e equipada com balizamento luminoso para operações noturnas. Uma antiga pista pequena se encontra ainda na base aérea, porém sem uso de pousos e decolagens, na área norte.

### Pátios de estacionamento
- TPS (Terminal de Passageiros): possui 14 posições para aeronaves de pequeno e médio porte, sendo eventualmente possível docar um Boeing 747). Tem 22 equipamentos para abastecimento de querosene, 14 torres de iluminação e vias internas de serviço.
- TAG (Terminal de Aviação Geral): possui 07 hangares, 29 posições de estacionamento de aeronaves de pequeno porte, 3 pontos de estacionamento de helicópteros e vias de serviço.

### Números e serviços
- Área total do sítio aeroportuário: 1.218.799,30 m²;
- Área total do TPS: 70,000m², constando de três pavimentos (subsolo, térreo, primeiro andar )
- Desembarque doméstico: 800m²;
- Desembarque internacional: 400m²;
- Área do TAG: 8.279,68 m², constando de dois pavimentos (térreo e 1 andar);
- Estacionamento: 900 vagas;
- Esteiras de bagagem e despacho:
- 08 escadas-rolantes;
- 10 elevadores;

## Estatísticas
| Ano  | Total de Passageiros | % diferença | Movimento de aeronaves | % diferença | Passageiros Internacionais | Rank Brasil |
| 2003 | 1.868.699            | Estável     | 36.486                 | Estável     | 156.366                    | 11          |
| 2004 | 2.317.869            | 24.0%       | 39.618                 | 8.5%        | 252.895                    | 11          |
| 2005 | 2.774.240            | 19.6%       | 42.537                 | 7.3%        | 249.634                    | 11          |
| 2006 | 3.282.979            | 18.3%       | 46.567                 | 9.4%        | 268.281                    | 11          |
| 2007 | 3.614.439            | 10.0%       | 47.226                 | 1.4%        | 267.881                    | 11          |
| 2008 | 3.465.791            | 4.1%        | 47.703                 | 1.0%        | 242.908                    | 11          |
| 2009 | 4.211.651            | 21.5%       | 51.861                 | 8.7%        | 223.899                    | 11          |
| 2010 | 5.072.786            | 20.4%       | 62.570                 | 20.6%       | 229.463                    | 12          |
| 2011 | 5.649.604            | 11.4%       | 65.853                 | 5.2%        | 232.550                    | 12          |
| 2012 | 5.964.223            | 5.6%        | 65.388                 | 0.7%        | 199.965                    | 12          |
| 2013 | 5.952.535            | 0.20%       | 66.819                 | 2.6%        | 207.207                    | 12          |
| 2014 | 6.500.649            | 9,2%        | 68.695                 | 2,8%        | 222.420                    | 12          |
| 2015 | 6.347.543            | 2%          | 61.556                 | 10%         | 219.126                    | 12          |
| 2016 | 5.706.489            | 10%         | 53.133                 | 14%         | 224.133                    | 12          |
| 2017 | 5.929.404            | 4.0%        | 54.177                 | 1,7%        | 247.958                    | 12          |
| 2018 | 6.648.967            | 12.1%       | 57.465                 | 6.0%        | 402.286                    | 11          |
| 2019 | 7.211.701            | 8.4%        | 59.693                 | 3.8%        | 557.107                    | 11          |
| 2020 | 3.129.551            | 56.60%      | 32.897                 | 44.89%      | 133.873                    | 11          |
| 2021 | 3.971.382            | 26.90%      | 41.343                 | 25.67%      | 68.472                     | 10          |
| 2022 | 5.748.892            | 44.76%      | 54.294                 | 31.33%      | 233.311                    | 11          |
| 2023 | 5.566.007            | 3.18%       | 53.200                 | 2.01%       | 298.837                    | 11          |
| 2024 | 5.628.394            | 1.12%       | 53.968                 | 1.44%       | 210.072                    | 11          |
| ---- | -------------------- | ----------- | ---------------------- | ----------- | -------------------------- | ----------- |